# Simulium loerchae
Simulium loerchae es una especie de insecto del género Simulium, familia Simuliidae, orden Diptera.
Fue descrita científicamente por Adler, 1987.